# Mucochlorsäure
Mucochlorsäure ist ein weißes Pulver mit säuerlichem Geruch, das zur Herstellung von Pflanzenschutzmitteln verwendet wird.

## Gewinnung und Darstellung
Mucochlorsäure kann durch Chlorierung von Butindiol in wässrigem sauren Medium (z. B. Salzsäure oder Schwefelsäure) gewonnen werden. 
Die Jahresproduktion in der EU betrug im Jahr 2000 etwa 1000 bis 5000 Tonnen. Damit zählt es zu den chemischen Substanzen, die in großen Mengen hergestellt werden („High Production Volume Chemical“, HPVC) und für die von der Organisation für wirtschaftliche Zusammenarbeit und Entwicklung (OECD) eine Datensammlung zu möglichen Gefahren („Screening Information Dataset“, SIDS) angefertigt wurde.

## Verwendung
Mucochlorsäure wird vor allem als Zwischenprodukt zur Herstellung der Pflanzenschutzmittel Chloridazon und Norflurazon verwendet.